# Castor fiber birulai
Sous-espèce
Statut de conservation UICN

 VU d : Vulnérable
Castor fiber birulai est une sous-espèce du castor d'Eurasie, elle est autochtone d'Asie septentrionale. Cependant, victimes de la chasse et de la perte des zones habitables, ses représentants ont été réduits à environ 800 représentants, cantonnés à l'Ouest de la Mongolie et au Nord-Ouest de la Chine, dans le bassin de l'Ulungur,.

## Répartition
Il ne se trouve que dans le bassin de l'Ulungur, une rivière passant de l'ouest de la Mongolie et de la Chine. La population est considérée comme étant en danger. La réserve naturelle du castor de Bulgan (chinois : 布尔根河河狸自然保护区 ; 46° 12′ 00″ N, 90° 45′ 00″ E) a été établie sur la Bulgan (un affluent de l'Ulungur) dans le Xian de Qinggil (dans la région autonome du Xinjiang, en Chine), en 1980, afin de les protéger,.